# Shermy Freeman
Shermy Freeman (eigentlich McKenzie Freeman; * in Ontario) ist eine kanadische Gitarristin. Sie wurde als Gründungsmitglied und Leadgitarristin der Instrumental-Surf-Rock-Band The Surfrajettes aus Toronto bekannt.

## Leben und Karriere
Freeman wuchs in Port Perry in der Provinz Ontario auf und brachte sich als Jugendliche das Gitarrespiel selbst bei. In der Oberstufe spielte sie als erste weibliche Gitarristin in der Schul-Rockband, während ihre Schulfreundin Nicole Damoff in der Bluesband der Schule aktiv war. Die beiden Musikerinnen entdeckten eine gemeinsame Vorliebe für Rock ’n’ Roll der 1950er/60er-Jahre und für klassische Surf-Instrumentals. „Nicole hat mir Mix-CDs mit Surfmusik gemacht, und ich liebte The Ventures bereits“, erinnerte sich Freeman später. Gemeinsam beschlossen sie, eine eigene Surf-Band zu gründen, und brachten sich dafür den für das Genre typischen Spielstil mit Hall-Effekten und Tremolo autodidaktisch bei.
Ende 2015 formierten Freeman und Damoff in Toronto die Surf-Rock-Gruppe The Surfrajettes. Freeman übernahm zusammen mit Damoff die Rolle der Leadgitarristin; beide wechseln sich bei Lead- und Rhythmusparts ab. Freeman ist zudem treibende Kraft hinter dem visuellen Auftreten der Band im Retro-Look der 1960er-Jahre. Sie legt Wert auf einheitliche Outfits – etwa Go-Go-Stiefel, Minikleider und Beehive-Frisuren – und näht viele der Kostüme selbst.
Seit 2017 stehen The Surfrajettes beim Indie-Label Hi-Tide Recordings unter Vertrag. Noch im selben Jahr erschien die erste EP The Surfrajettes (2017). Ende 2018 folgte die Single Party Line / Toxic, die der Band internationale Aufmerksamkeit einbrachte. Besonders das Surf-Cover des Britney-Spears-Hits Toxic wurde viral und erzielte Millionen Aufrufe auf YouTube.
In den folgenden Jahren etablierte sich Freeman mit den Surfrajettes in der internationalen Surf-Rock-Szene. Die Gruppe trat auf Veranstaltungen wie der Surf Guitar 101 Convention oder dem Tiki Oasis Festival auf und war Showact auf der Beach Boys Cruise sowie der Melissa Etheridge Cruise. 2019 folgte eine erste Westküsten-Tournee in den USA. Freeman schilderte in Interviews sowohl die positiven Reaktionen auf das nostalgische Konzept als auch die Herausforderungen als reine Frauenband in einem männlich dominierten Genre.
2022 veröffentlichten The Surfrajettes das Debütalbum Roller Fink, das Eigenkompositionen von Freeman und Damoff sowie Neuinterpretationen von Klassikern wie She Loves You (The Beatles) und Heart of Glass (Blondie) enthielt. Im Oktober 2024 erschien das zweite Album Easy as Pie bei Hi-Tide Recordings.

## Diskografie (mit The Surfrajettes)
- 2017: The Surfrajettes (EP)
- 2018: Party Line / Toxic (Single)
- 2022: Roller Fink (Album)
- 2024: Easy as Pie (Album)